# Gutiérrez
Gutiérrez (außerhalb des spanischen Sprachraums auch Gutierrez) ist ein Familienname. Er leitet sich etymologisch her vom westgotischen Vornamen Walter, kastilische Form Gualtierre, später verkürzt zu Gutierre und Gutier. Gutiérrez bedeutet daher als Patronym „Sohn / Tochter von Gutierre“.
Der Name ist insbesondere im spanischen (eig.: kastilischen) Sprachraum verbreitet. Die portugiesische Variante schreibt sich Guterres.

## Namensträger

### A
- Abelardo Gutiérrez Alanya (1957–2023), peruanischer Sänger, Humorist und Songwriter, siehe Tongo (Sänger)
- Adelina Gutiérrez (1925–2015), chilenische Astrophysikerin und Hochschullehrerin
- Agustín Gutiérrez (* 1992), uruguayischer Fußballspieler
- Agustín Gutiérrez Lizaurzábal (1763–1843), costa-ricanischer Politiker, Staatschef 1824 und 1834 bis 1835
- Agustina Gutiérrez Salazar (1851–1886), chilenische Malerin und Zeichnerin
- Alexander Gutierrez (* 1990), mexikanischer Eishockeyspieler
- Alexis Gutiérrez (Alexis Hazael Gutiérrez Torres, * 2000), mexikanischer Fußballspieler
- Alfonso Gutiérrez (* 1961), spanischer Radsportler
- Alfredo Costa Gutiérrez, uruguayischer Politiker
- Álvaro Gutiérrez (* 1968), uruguayischer Fußballspieler
- Ambra Gutierrez (* 1992), italienisches Model
- Andrés Gutiérrez de Cerezo (1459–1503), spanischer Rhetoriker und Hochschullehrer
- Ángel Gutiérrez (* 1980), uruguayischer Fußballspieler
- Antonio García Gutiérrez (1813–1884), spanischer Dichter und Librettist
- Antonio Ortega Gutiérrez (1888–1939), spanischer republikanischer Oberst, Präsident des Madrid FC
- Arianna Gutiérrez (* 1995), venezolanische Leichtathletin
- Armando Martín Gutiérrez (* 1954), spanischer Ordensgeistlicher, Bischof von Bacabal

### B
- Beatriz Gutiérrez Müller (* 1969), mexikanische Schriftstellerin und Präsidentengattin
- Benigno Gutiérrez (1925–??), bolivianischer Fußballspieler
- Bruno Gutiérrez (* 2002), chilenischer Fußballspieler

### C
- Carl T. C. Gutierrez (* 1941), US-amerikanischer Politiker
- Carlos Gutiérrez (Diplomat, 1818) (Carlos Gutiérrez Lozano; 1818–1882), honduranischer Diplomat
- Carlos Gutiérrez (Politiker, 1875) (Carlos Gutiérrez Gutiérrez; 1875–??), bolivianischer Politiker und Diplomat
- Carlos Gutiérrez (Fußballspieler, 1939) (Carlos José Gutiérrez Padilla; * 1939), mexikanischer Fußballspieler
- Carlos Gutierrez (Mathematiker) (Carlos Teobaldo Gutierrez Vidalon; 1944–2008), brasilianischer Mathematiker
- Carlos Gutierrez (Politiker) (Carlos Miguel Gutiérrez; * 1953), kubanoamerikanischer Politiker
- Carlos Gutiérrez (Fußballspieler, 1972) (* 1972), kolumbianischer Fußballspieler
- Carlos Gutiérrez (Fußballspieler, 1976) (Carlos Eduardo Gutiérrez Silva; * 1976), uruguayischer Fußballspieler
- Carlos Gutiérrez (Fußballspieler, 1990) (Carlos Alberto Gutiérrez Armas; * 1990), mexikanischer Fußballspieler
- Carlos Gutiérrez (Fußballspieler, 1991) (Carlos Gutiérrez González; * 1991), spanischer Fußballspieler
- Carlos Manuel Gutiérrez Cañas (1917–2015), costa-ricanischer Diplomat
- Carlos José Gutiérrez Gutiérrez (1927–1999), costa-ricanischer Politiker
- Carlos César Gutiérrez Macías (1910–1985), mexikanischer Diplomat
- Carlos Teobaldo Gutierrez Vidalon (1944–2008), brasilianischer Mathematiker
- Carlos Enrique Herrera Gutiérrez (* 1948), nicaraguanischer Ordensgeistlicher, Bischof von Jinotega

- Cristian Gutiérrez (* 1992), uruguayischer Fußballspieler
- Cristina Gutiérrez (* 1991), spanische Rallyefahrerin
- Cristina Gutiérrez-Cortines Corral (* 1939), spanische Politikerin
- Crescencio Gutiérrez (1933–2025), mexikanischer Fußballspieler

### D
- Daniel Gutiérrez (* 2003), chilenischer Fußballspieler
- Daniel E. Gutierrez, uruguayischer Politiker
- David Gutiérrez de Coz (* 1980), spanischer Fußballspieler
- David Gutiérrez Gutiérrez (* 1982), spanischer Straßenradrennfahrer
- David Gutiérrez Palacios (* 1987), spanischer Straßenradrennfahrer
- Diego Gutiérrez (Kartograf), spanischer Kartograf
- Diego Gutiérrez (Dokumentarfilmer) (* 1966), mexikanischer Dokumentarfilmer
- Diego Gutiérrez (Fußballspieler, 1972) (* 1972), kolumbianisch-amerikanischer Fußballspieler
- Diego Gutiérrez (Musiker) (* 1974), kubanischer Singer-Songwriter
- Diego Gutiérrez (Volleyballspieler) (* 1976), argentinischer Volleyballspieler
- Diego Gutiérrez (Fußballspieler, 1997) (* 1997), kanadischer Fußballspieler
- Dinualdo D. Gutierrez (1939–2019), philippinischer Geistlicher, Bischof von Marbel
- Dionisio Gutiérrez Mayorga (* 1959), guatemaltekischer Unternehmer
- Dominik Gutiérrez (* 1997), US-amerikanischer Wrestler, siehe Dominik Mysterio

### E
- Eddy Gutiérrez (* 1952), kubanischer Sprinter
- Eduard Gutiérrez (1995–2017), kolumbianischer Fußballspieler
- Eduardo Gutiérrez (Schriftsteller) (1851–1889), argentinischer Schriftsteller
- Eduardo Gutiérrez (Fußballspieler) (1925–??), bolivianischer Fußballspieler
- Elizabeth Gutiérrez (* 1979), US-amerikanisches Model und eine Schauspielerin
- Eloy Gutiérrez Menoyo (1934–2012), spanisch-kubanischer Guerillaführer
- Emilio Gutiérrez (* 1963), mexikanischer Journalist
- Enrique Gutiérrez (1892–1974), chilenischer Fußballspieler
- Enzo Gutiérrez (* 1986), argentinischer Fußballspieler
- Erick Gutiérrez (* 1995), mexikanischer Fußballspieler
- Esteban Gutiérrez (* 1991), mexikanischer Rennfahrer

### F
- Federico Gutiérrez (* 1974), kolumbianischer Politiker, Bürgermeister von Medellín
- Felipe Gutiérrez (* 1990), chilenischer Fußballspieler
- Felipe Gutiérrez y Espinosa (1825–1899), puerto-ricanischer Komponist
- Felipe Santiago Gutiérrez (1824–1904), mexikanischer Maler
- Fermín Estrella Gutiérrez (1900–1990), argentinischer Schriftsteller
- Fernando Gutiérrez (Bischof), Bischof von Córdoba
- Fernando Gutiérrez (Fußballtrainer) (* 1970), argentinischer Fußballtrainer
- Fernando Gutiérrez (Fußballspieler, 1980) (* 1980), chilenischer Fußballspieler
- Fernando Gutiérrez (Fußballspieler, 1989) (* 1989), argentinischer Fußballspieler
- Fernando Gutiérrez Alzaga (1896–??), spanischer Fußballtrainer
- Fernando Gutiérrez Barrios (1927–2000), mexikanischer Politiker
- Fernando Gutiérrez de Vegas, spanischer Schriftsteller
- Fernando Herrero Gutiérrez (* 1981), spanischer Straßenradrennfahrer
- Fernando Romo Gutiérrez (1915–2007), mexikanischer Geistlicher, Bischof von Torreón
- Florencio Segura Gutiérrez (1912–2000), peruanischer Pastor, Lieddichter und Übersetzer
- Francisco Gutiérrez Álvarez (* 1980), spanischer Radrennfahrer
- Francisco Gutiérrez Arribas (1727–1782, Madrid), spanischer Bildhauer
- Francisco Gutiérrez Carreola (1906–1945), mexikanischer Künstler
- Francisco Gutiérrez Cossío (1898–1970), spanischer Maler
- Francisco Gutiérrez Hernández (* 1941), kolumbianischer Sprinter
- Francisco Gutiérrez de los Ríos (1644–1721), spanischer Diplomat, Militär und Philosoph
- Francisco Melitón Vargas y Gutiérrez (1822–1896), mexikanischer Geistlicher, Bischof von Tlaxcala
- Francisco Román Gutiérrez († 2010), mexikanischer Journalist
- Froy Gutierrez (* 1998), amerikanischer Schauspieler

### G
- Génesis Gutiérrez (* 2001), venezolanische Leichtathletin
- Geraldine Gutiérrez de Wienken (* 1966), venezolanische Schriftstellerin, Kuratorin und Übersetzerin
- Germán Gutiérrez Cueto (1883–1975), mexikanischer Bildhauer und Maler
- Gerónimo Gutiérrez Fernández, mexikanischer Politiker
- Gonzalo Gutiérrez (* 1981), uruguayischer Fußballspieler
- Guillermo Gutiérrez (Leichtathlet) (* 1927), venezolanischer Sprinter
- Guillermo Gutiérrez (Radsportler) (* 1964), mexikanischer Radsportler
- Gustavo Gutiérrez (1928–2024), peruanischer Theologe

### H
- Heberth Gutiérrez (* 1973), kolumbianischer Radrennfahrer
- Héctor Gutiérrez Ruiz (1934–1976), uruguayischer Politiker
- Héctor Enrique Gutiérrez (* 1986), mexikanischer Fußballspieler
- Héctor Luis Gutiérrez Pabón (1937–2024), kolumbianischer Priester und Bischof
- Horacio Gutiérrez (* 1948), US-amerikanischer Pianist
- Hugo Gutiérrez Vega (1934–2015), mexikanischer Diplomat

### I
- Ignacio Gutiérrez Gómez (General) († 1911), mexikanischer General und Revolutionär
- Israel Gutiérrez (Sportschütze) (* 1992), el-salvadorischer Sportschütze
- Israel Gutiérrez (Basketballspieler) (* 1993), mexikanischer Basketballspieler

### J
- Jaime Abdul Gutiérrez Avendano (1936–2012), salvadorianischer Soldat, Revolutionär und Politiker
- Javier Gutiérrez (Schauspieler) (* 1971), spanischer Schauspieler
- Javier Gutiérrez (Leichtathlet) (* 1983), spanischer Hürdenläufer
- Javier Gutiérrez (Skilangläufer) (* 1985), spanischer Skilangläufer
- Javier Hernández Gutiérrez (Chicharo; * 1961), mexikanischer Fußballspieler, siehe Javier Hernández (Fußballspieler, 1961)
- Jennifer Gutierrez (Triathletin) (* 1967), US-amerikanische Triathletin
- Jennifer Gutiérrez (Leichtathletin) (* 1986), puerto-ricanische Leichtathletin
- Jennifer Gutiérrez Bermejo (* 1995), spanische Handballspielerin
- Joaquín Gutiérrez (Fußballspieler) (* 2002), chilenischer Fußballspieler
- Joaquín Gutiérrez Heras (1927–2012), mexikanischer Komponist
- Joaquín Miguel Gutiérrez Canales (1796–1838), mexikanischer Militär und Politiker
- Jonás Gutiérrez (* 1983), argentinischer Fußballspieler
- Jorge Gutiérrez (Stierkämpfer) (* 1957), mexikanischer Stierkämpfer
- Jorge Gutiérrez (Boxer) (* 1975), kubanischer Boxer
- Jorge Gutiérrez (Animator) (* 1975), mexikanischer Animator, Zeichner, Autor und Regisseur
- Jorge Gutiérrez Keen (* 1979), argentinischer Squashspieler
- Jorge Gutiérrez (Basketballspieler) (* 1988), mexikanischer Basketballspieler
- Jorge Gutiérrez Vera, mexikanischer Ingenieur und Manager
- Jorge Gutiérrez (Fußballspieler) (Jorge Abdiel Gutiérrez Cornejo, * 1998), panamaischer Fußballspieler
- Jorge Gómez Gutiérrez (1946–2021), mexikanischer Fußballspieler und -trainer
- José Gutiérrez (Segler) (* 1992), venezolanischer Segler
- José Gutiérrez (Rennfahrer) (* 1996), mexikanischer Automobilrennfahrer
- José Gutiérrez Barajas (* 1923), mexikanischer Fußballspieler
- José Gutiérrez de la Concha (1809–1895), spanischer General
- José Gutiérrez Fernández (1958–2017), mexikanischer Fußballspieler
- José Gutiérrez Guerra (1869–1939), bolivianischer Politiker
- José Gutiérrez Solana (1886–1947), spanischer Maler und Autor
- José Alberto Rozo Gutiérrez (1937–2018), kolumbianischer Geistlicher, Apostolischer Vikar von Puerto Gaitán
- José Aurelio Rozo Gutiérrez (1933–2019), kolumbianischer Priester, Apostolischer Präfekt von Vichada
- José Carlos Solórzano Gutiérrez (1860–1936), nicaraguanischer Politiker, Präsident 1925 bis 1926
- José Dionisio Marenco Gutiérrez (1946–2020), nicaraguanischer Politiker
- José Elías Rauda Gutiérrez (* 1962), salvadorianischer Geistlicher, Bischof von San Vicente
- José Enrique Gutiérrez (* 1974), spanischer Radrennfahrer
- José Homobono Anaya y Gutiérrez (1836–1906), mexikanischer Geistlicher, Bischof von Chilapa
- José Ignacio Gutiérrez (* 1977), spanischer Radrennfahrer
- José Iván Gutiérrez (* 1978), spanischer Radrennfahrer
- José Luis Gutiérrez Sánchez (* 1986), mexikanischer Fußballspieler
- José María Gutiérrez Hernández (* 1976), spanischer Fußballspieler, siehe Guti (Fußballspieler)
- Juan Gutiérrez (Leichtathlet), chilenischer Leichtathlet
- Juan Gutiérrez (Inlineskater), argentinischer Inlineskater
- Juan Gutiérrez (Fußballspieler, 1990) (* 1990), chilenischer Fußballspieler
- Juan Gutiérrez (Fußballspieler, 2000) (Juan Gutiérrez Martínez; * 2000), spanischer Fußballspieler
- Juan Gutiérrez Acosta (* 1964), chilenischer Fußballtorhüter
- Juan Gutiérrez Moreno (* 1976), spanischer Fußballspieler, siehe Juanito (Fußballspieler, 1976)
- Juan Gutiérrez de Padilla (um 1590–1664), mexikanischer Komponist
- Juan Fernando Gutiérrez (* 1980), kolumbianischer Sänger (Bariton)
- Juan Humberto Gutiérrez Valencia (* 1941), mexikanischer Geistlicher, Weihbischof in Guadalajara
- Juan Jesús Gutiérrez (* 1969), spanischer Skilangläufer
- Juan Jesús Gutiérrez Robles (* 1980), spanischer Fußballspieler, siehe Juanito (Fußballspieler, 1980)
- Juan López Gutiérrez (1839–??), honduranischer Politiker, Präsident 1855
- Juan Manuel Gutiérrez (* 2002), uruguayischer Fußballspieler
- Julia Gutiérrez Caba (* 1934), spanische Schauspielerin
- Julio Gutiérrez (Komponist) (1918–1990), kubanischer Komponist, Dirigent und Pianist
- Julio Gutiérrez (Fußballspieler, 1979) (Julio Brian Gutiérrez González; * 1979), chilenischer Fußballspieler
- Julio Gutiérrez (Fußballspieler, 1983) (Julio Andrés Gutiérrez Cassou; * 1983), uruguayischer Fußballspieler
- Julio Gutiérrez (Fußballspieler, 1991) (Julio Alberto Gutiérrez Rodríguez; * 1991), kolumbianischer Fußballspieler

### K
- Kenner Gutiérrez (* 1989), costa-ricanischer Fußballspieler

### L
- Ladislao Gutiérrez, uruguayischer Politiker
- Leónidas Plaza Gutiérrez (1865–1932), ecuadorianischer Politiker, Präsident 1901 bis 1905 und 1912 bis 1916
- Lino Gutiérrez (1876–1984), venezolanischer Komponist, Musiker und Musikpädagoge
- Lorenzo Guerrero Gutiérrez (1900–1981), nicaraguanischer Politiker, Präsident 1966 bis 1967
- Lucio Gutiérrez (* 1957), ecuadorianischer Militär und Politiker
- Luis Gutiérrez (Schriftsteller) (1771–1809), spanischer Schriftsteller
- Luis Gutierrez (Politiker, I), uruguayischer Politiker
- Luis Gutierrez (Künstler) (* 1933), mexikanischer Künstler
- Luis Gutiérrez (Fußballspieler), uruguayischer Fußballspieler
- Luis Gutiérrez (Politiker, 1953) (* 1953), US-amerikanischer Politiker
- Luis Gutiérrez Fernández (* 1922), spanischer Fußballspieler
- Luis Gutiérrez Jodra, spanischer Chemiker
- Luis Gutiérrez Martín (1931–2016), spanischer Geistlicher, Bischof von Segovia
- Luis Gutiérrez Ortiz, mexikanischer Militär
- Luis Gutiérrez Soto (1900–1977), spanischer Architekt
- Luis A Gutiérrez Gonzáles, bolivianischer Fußballspieler
- Luis Alberto Gutiérrez (* 1985), bolivianischer Fußballspieler
- Luis Alfonso Gutiérrez Muñoz (* 1986), mexikanischer Fußballspieler
- Luis Felipe Gutiérrez (* 1988), kubanischer Leichtathlet
- Luis Tascón Gutiérrez (1968–2010), venezolanischer Politiker

### M
- Magdiel Gutiérrez (* 1968), nicaraguanischer Ringer
- Manuel Gutiérrez (Fußballspieler, Bolivien), bolivianischer Fußballspieler
- Manuel Gutiérrez (Fußballspieler, 1920) (* 1920), mexikanischer Fußballspieler und -trainer
- Manuel Gutiérrez (Schwimmer) (* 1964), panamaischer Schwimmer
- Manuel Gutiérrez (Fußballspieler, 1986) (* 1986), argentinischer Fußballspieler
- Manuel Gutiérrez (Fußballspieler, 1987) (Manuel Salvador Gutiérrez Castro; * 1987), argentinischer Fußballspieler
- Manuel Gutiérrez Aragón (* 1942), spanischer Filmregisseur und Drehbuchautor
- Manuel Gutiérrez de la Concha (1808–1874), spanischer General
- Manuel Gutiérrez Martín (1913–1936), spanischer Ordensgeistlicher
- Manuel Gutiérrez Mellado (1912–1995), spanischer Generalleutnant Politiker (UDC), Vize-Ministerpräsident
- Manuel Gutiérrez Zamora (1813–1861), mexikanischer Militär und Politiker
- María Gutiérrez Blanchard (1881–1932), spanische Malerin
- Marcelo Gutiérrez (* 1977), uruguayischer Rugby-Union-Spieler
- Mariano Gutiérrez Salazar (1913–1995), spanischer römisch-katholischer Ordensgeistlicher, Apostolischer Vikar von Caroní
- Mariel Gutiérrez (* 1994), mexikanischer American-Football-Spieler
- Martín Gutiérrez (Jesuit) (1524–1573), spanischer Jesuit und Märtyrer
- Matías Gutiérrez (* 1994), chilenischer Fußballspieler
- Matt Gutierrez (* 1984), US-amerikanischer Footballspieler
- Maximiliano Gutiérrez (* 2004), chilenischer Fußballspieler
- Miguel Gutiérrez (Schriftsteller) (* 1940), peruanischer Schriftsteller
- Miguel Gutiérrez (Schauspieler), Schauspieler
- Miguel Gutiérrez (Fußballspieler, 1956) (* 1956), peruanischer Fußballspieler
- Miguel Gutiérrez (Fußballspieler, 2001) (* 2001), spanischer Fußballspieler
- Miguel Gutierrez (Choreograf) (* 1971), US-amerikanischer Choreograf
- Miguel Gutiérrez Gutiérrez (1931–2016), mexikanischer Fußballspieler
- Miles Gutierrez-Riley (* 1998), amerikanischer Schauspieler
- Mireia Gutiérrez (* 1988), andorranische Skirennläuferin

### N
- Nelson Gutiérrez (* 1962), uruguayischer Fußballspieler
- Norberto Gutiérrez († 2010), argentinischer Sportjournalist und Autor

### O
- Omar Gutiérrez (1948–2018), uruguayischer Radio- und Fernsehreporter
- Óscar Gutiérrez (Rennfahrer) (Óscar Gutiérrez Iglesias; * 1999), spanischer Motorradrennfahrer
- Óscar González Gutiérrez Rubio (* 1974), US-amerikanischer Wrestler, siehe Rey Mysterio

### P
- Patricio Gutierrez (* 1983), chilenischer Fußballspieler
- Paula Soria Gutiérrez (* 1993), spanische Beachvolleyballspielerin
- Pedro Gutierrez (Politiker), uruguayischer Politiker
- Pedro Gutiérrez (Radsportler) (* 1989), venezolanischer Radsportler
- Pedro Juan Gutiérrez (* 1950), kubanischer Schriftsteller, Maler, Bildhauer, Dichter und Journalist
- Perfecto Amézquita y Gutiérrez (1835–1900), mexikanischer Ordensgeistlicher, Bischof von Tlaxcala

### Q
- Quim Gutiérrez (* 1981), spanischer Schauspieler

### R
- Rafael Gutiérrez (Fußballspieler) (* 1967), mexikanischer Fußballspieler
- Rafael Antonio Gutiérrez (1826–1921), salvadorianischer Politiker, Präsident 1894 bis 1898
- Raúl Gutiérrez (* 1966; Spitzname El Potro), mexikanischer Fußballspieler
- Raúl González Gutiérrez (* 1970), spanischer Handballspieler und -trainer, siehe Raúl González (Handballspieler)
- René Schick Gutiérrez (1909–1966), nicaraguanischer Politiker, Staatspräsident 1963 bis 1966
- Roberto Gutiérrez (Unternehmer) († 2013), spanischer Kulturunternehmer
- Roberto Gutiérrez (Fußballspieler) (* 1983), chilenischer Fußballspieler
- Romeo Gutiérrez Núñez (a. 1960–1963), uruguayischer Politiker
- Rosario María Gutiérrez Eskildsen (1899–1979), mexikanisch-dänische Romanistin, Hispanistin und Pädagogin
- Ruffa Gutierrez (* 1974), philippinische Schauspielerin und Model

### S
- Sanyo Gutiérrez (* 1984), argentinischer Padelspieler
- Sebastián Pol Gutiérrez (* 1988), argentinisch-chilenischer Fußballspieler, siehe Sebastián Pol
- Sergio Gutiérrez Luna (* 1976), mexikanischer Politiker (MORENA)
- Sergio Gutiérrez Ferrol (* 1989), spanischer Tennisspieler
- Sergio Gutiérrez Prieto (* 1982), spanischer Politiker (PSOE)
- Sheyla Gutiérrez (* 1994), spanische Radrennfahrerin
- Sidney McNeill Gutierrez (* 1951), US-amerikanischer Astronaut
- Simón Gutiérrez (* 1780), honduranischer Politiker

### T
- Teodoro Gutiérrez Calderón (1890–1958), kolumbianischer Lyriker und Schriftsteller
- Teófilo Gutiérrez (* 1985), kolumbianischer Fußballspieler
- Tito Gutiérrez (Ramón Domingo Gutiérrez; 1920–2007), argentinischer Tangosänger und -komponist, siehe Horacio Quintana
- Tomás Gutiérrez (Basketballspieler) (1940–2018), puerto-ricanischer Basketballspieler
- Tomás Gutiérrez Alea (1928–1996), kubanischer Regisseur
- Tomás Gutiérrez Chávez (1817–1872), peruanischer Politiker, Präsident für 4 Tage 1872
- Tomás Guardia Gutiérrez (1831–1882), costa-ricanische Politiker, Präsident zwischen 1870 und 1882
- Tomás Monje Gutiérrez (1884–1959), bolivianischer Politiker, Jurist und Richter
- Tulio Duque Gutiérrez (* 1935), kolumbianischer Ordensgeistlicher, Bischof von Pereira

### U
- Ulises Antonio Gutiérrez Reyes OdeM (* 1951), venezolanischer Geistlicher, Erzbischof von Ciudad Bolívar
- Unax Ugalde Gutiérrez (* 1978), spanischer Schauspieler, siehe Unax Ugalde

### V
- Víctor Gutiérrez (* 1991), spanischer Wasserballspieler

### W
- Wuelfo Gutiérrez (1942–2005), kubanischer Sänger

### Y
- Yolanda Gutiérrez, mexikanisch-deutsche Tänzerin, Choreographin, Videokünstlerin, Produzentin und Kuratorin